# Вернойхен
Вернойхен (нем. Werneuchen) — город в Германии, в земле Бранденбург.
Входит в состав района Барним. Население составляет 7920 человек (на 31 декабря 2010 года). Занимает площадь 116,33 км². Официальный код — 12 0 60 280.
Город подразделяется на 9 городских районов.
| Год  | Население |
| ---- | --------- |
| 2005 | 7774      |
| 2010 | 7943      |

## Известные уроженцы, жители
В Вернойхене в 7 лет начал заниматься футболом Амиль Халиддин оглы Агаджанов, выступавший в 2004-05 гг. за молодёжную сборную Азербайджана.